# Kazumi Tsubota
Kazumi Tsubota (坪田 和美 Tsubota Kazumi?,  nacido el 23 de enero de 1956 en Nagasaki) es un exfutbolista japonés que se desempeñaba como guardameta.
Tsubota jugó 7 veces para la Selección de fútbol de Japón entre 1981 y 1984.

## Trayectoria

### Clubes
| Club          | País  | Año         |
| ------------- | ----- | ----------- |
| Yanmar Diesel | Japón | 1979 - 1992 |

### Selección nacional
| Selección | País  | Año         |
| --------- | ----- | ----------- |
| Absoluta  | Japón | 1981 - 1984 |

## Estadística de equipo nacional
| Selección de Japón | Selección de Japón | Selección de Japón |
| Año                | Part.              | Goles              |
| ------------------ | ------------------ | ------------------ |
| 1981               | 5                  | 0                  |
| 1982               | 0                  | 0                  |
| 1983               | 1                  | 0                  |
| 1984               | 1                  | 0                  |
| Total              | 7                  | 9                  |

## Palmarés

### Títulos nacionales
| Título                   | Club          | País  | Año  |
| ------------------------ | ------------- | ----- | ---- |
| Japan Soccer League      | Yanmar Diesel | Japón | 1980 |
| Copa Japan Soccer League | Yanmar Diesel | Japón | 1983 |
| Copa Japan Soccer League | Yanmar Diesel | Japón | 1984 |